# Дражен Будіша
Дражен Будіша (хорв. Dražen Budiša, нар. 25 липня 1948 р., Дрниш, СФР Югославія, нині Хорватія) — хорватський політичний діяч, письменник, багаторічний керівник Хорватської соціал-ліберальної партії, у 1990-х рр. провідний діяч опозиції до тодішнього президента Франьо Туджмана. Був кілька разів міністром в уряді Хорватії.

## Дитинство і молодість
Народився 25 липня 1948 р. у Дрниші, в будинку, де до 1945 року був заїзд з великим двором. Батько Мате був службовцем, а мати Марія — домогосподаркою. У віці двох років перехворів на поліомієліт. Початкову і музичну школи та два класи середньої школи закінчив у Дрниші. Третій і четвертий класи середньої школи закінчив у Сплітській гімназії ім. Владимира Назора. Під час навчання в гімназії звернув на себе увагу вчителів тим, що прилюдно висловлював своє невдоволення з приводу виключення Франьо Туджмана з членів Союзу комуністів, правлячої тоді партії Югославії. За його власним твердженням, у той час він був єдиним з учнів цієї гімназії, хто казав tisuća (тисяча) i znanost (наука) замість загальнопоширених тоді відповідників хиљада і наука, тобто віддавав перевагу хорватському лексичному компоненту в штучно зведеній докупи сербохорватській мові, під маскою якої фактично відбувалася сербізація мови етнічних хорватів. Він також зізнавався, що був єдиним у гімназії, хто після Молодіжної політичної школи відмовився вступити до лав Союзу комуністів. З 1967 р. вивчав філософію i соціологію на філософському факультеті Загребського університету. Рік потому публічно захищав Декларацію про назву і становище хорватської мови — програмовий документ, що поклав початок руху, відомому як Хорватська весна.

## Хорватська весна
Під час Хорватської весни Будіша був одним зі студентських ватажків (у 1971 р. йому було 23 роки, і він продовжував вивчати філософію і соціологію в Загребському університеті). 11 грудня 1971 р. Будішу було заарештовано і під час показового політичного судового процесу засуджено на чотири роки позбавлення волі. Строк відбував у в'язницях суворого режиму в Старій Градишці і Лепоглаві. Був звільнений з ув'язнення в грудні 1975 р.

## Самостійна Хорватія
Франьо Туджман сподівався, що Будіша під час перших багатопартійних виборів 1990 року буде в лавах ХДС. Але обставини привели Будішу до ХСЛП (Будіша відгукується на запрошення Славка Гольдштайна до ХСЛП), яку він очолює з 1990 до 1996 року.
У серпні 1991 р. стає «міністром без портфеля» в третьому уряді Хорватії — Уряді демократичної єдності, з якого виходить у лютому 1992 р. На президентських виборах 1992 р. зазнає поразки від Франьо Туджмана, але незабаром ХСЛП стає найсильнішою опозиційною партією. Внутріпартійні порахунки, як і майже вдвічі слабший результат виборів 1995 р. призводить до його відставки з посади голови ХСЛП. Потім він стає головою Великої Ради ХСЛП, але залишає і цю посаду після того, як більшістю голосів ухвалено рішення припинити переговори з ХДС, які він обстоював. Восени 1997 року ХСЛП однозначно розпадається. Владо Ґотовац тоді засновує Ліберальну партію (ЛП), а Будіша повертається до керма ХСЛП. Протистоїть Демократичній асамблеї Істрії  з приводу Декларації про багатомовний і багатокультурний характер Істрії, пояснюючи, що хорвати тим самим стають нацменшиною в цій частині країни. Тоді він заявив членам ДАІ: 
«Ніхто в останні кілька років ще так мене не образив.»
Після перемоги коаліції шістьох партій (СДП-ХСЛП-ХСП-Ліберальна партія-ХНП-ДАІ) на парламентських виборах 2000 р. Івіца Рачан пропонує Будіші місце голови хорватського Сабору, від чого він відмовляється, сподіваючись виграти президентські вибори 2000 року. Після поразки в другому турі від Степана Месича стає депутатом парламенту. У зв'язку з поділом голосів у ХСЛП щодо вотуму довіри уряду Івіци Рачана з приводу видачі хорватських генералів суду в Гаазі влітку 2001 р. Будіша подає у відставку з посади голови ХСЛП, але на партійному з'їзді в лютому 2002 року знову стає головою ХСЛП.
У березні 2002 р. Будішу призначено віце-прем'єром сьомого хорватського уряду, уряду коаліції. Трохи більш ніж через три місяці після цього члени ХСЛП виходять з уряду і правлячої коаліції та знову переходять в опозицію після того, як відмовилися у парламенті підтримати угоду зі Словенією про АЕС Кршко. В той самий день прем'єр-міністр Івіца Рачан подав у відставку, що призвело до розпуску уряду.
На парламентських виборах 2003 р. ХСЛП в коаліції з ДЦ здобула тільки три мандати (ХСЛП — два і ДЦ — 1), що спричинило міжусобні суперечки у партії, які і спонукали Будішу подати в відставку остаточно і безповоротно.
У грудні 2009 року після багаторічної відсутності в активному політичному житті Дражен Будіша поновив своє членство в ХСЛП.

## Особисте життя
Дражен Будіша має дружину на ім'я Нада, з якою познайомився в студентські роки та від якої має трьох синів Крешимира, Мате і Дражена.